# Sommet inter-coréen de mai 2018
Le sommet inter-coréen de mai 2018 est une rencontre entre les dirigeants des deux Corées, Moon Jae-in, président de la Corée du Sud, et Kim Jong-un, dirigeant suprême de la Corée du Nord.
Ce deuxième sommet de l'année 2018 a eu lieu le 26 mai 2018 et du côté nord-coréen de la « Zone de sécurité conjointe » à Panmunjeom, à la frontière entre les deux États et dans la Maison inter-coréenne de la paix dans le Pavillon de l'Unification,.
Ce sommet est le quatrième de ce type entre la Corée du Nord et la Corée du Sud et le deuxième depuis 2007.
Le sommet s'est étalé sur deux heures et, contrairement au précédent sommet, celui-ci n'a pas été annoncé publiquement avant sa tenue.
Les photos publiées par le bureau présidentiel sud-coréen montraient Moon Jae-in arrivant du côté nord du village de Panmunjom et serrant la main de la sœur de Kim, Kim Yo-jong, avant de s'asseoir avec Kim Jong-un pour leur sommet. Moon Jae-in était accompagné du chef du renseignement sud-coréen, Suh Hoon, alors que Kim Jong-un était accompagnée de Kim Yong-chol, ancien chef des services de renseignements militaires, et maintenant vice-président du comité central du parti du travail nord-coréen chargé des relations inter-coréennes. La réunion était largement centrée sur le sommet entre le président nord-coréen et Kim Jong-un et américain Donald Trump.
Le 27 mai, Moon a déclaré dans un discours public que Kim Jong-un et lui-même avaient accepté de se rencontrer « à tout moment et en tout lieu » sans aucune formalité et que le dirigeant nord-coréen s’engageait à dénucléariser la péninsule coréenne conformément à la Déclaration de Panmunjom.

## Contexte

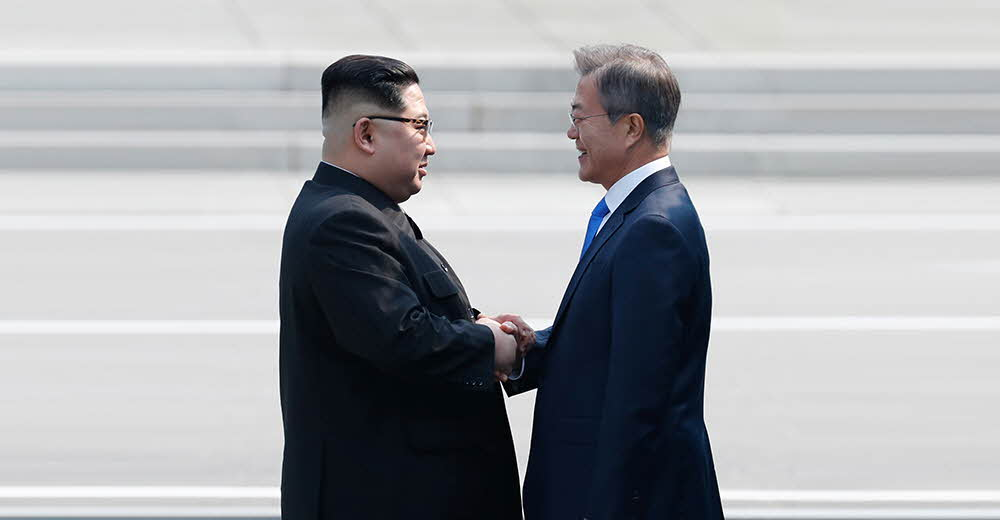
Les dirigeants coréens Kim Jong-un et Moon Jae-in se serrant la main lors du précédent sommet inter-coréen d'avril 2018.

Ce sommet s’inscrit dans une période de réchauffement des relations diplomatiques entre la Corée du Nord et le reste du monde, depuis le discours de Kim Jong-un du 1er janvier 2018 et cela s'inscrit après l'élection de mai 2017 de Moon Jae-In, ayant basé son élection sur la politique de la main tendu avec la Corée du Nord. Après avoir développé son arsenal nucléaire, et procédé à un dernier essai nucléaire en novembre 2017, la Corée du Nord a fait l'objet d'une décision de l'ONU la condamnant à des sanctions internationales. Elle a cependant envoyé une délégation aux Jeux olympiques d'hiver de 2018 en Corée du Sud à Pyeongchang, et les deux Corées ont défilé ensemble lors de la cérémonie d'ouverture. La sœur du dirigeant nord-coréen, Kim Yo-jong a assisté à cette cérémonie, ce qui fait d'elle le premier membre de la dynastie nord-coréenne des Kim à se rendre en Corée du Sud depuis la fin de la guerre en 1953. Les deux États ont en outre aligné une équipe commune dans le tournoi féminin de hockey sur glace.
Ce sommet a lieu quelques semaines avant la rencontre du 12 juin 2018 entre la Corée du Nord et les États-Unis à Singapour mais 2 jours après la décision d'annulation par Trump de ce sommet (qui s'est finalement correctement tenu le 12 juin 2018).
Dans sa politique du Byongjin — développement des armes nucléaires et de l'économie —, le dirigeant de la Corée du Nord, Kim Jong-un, annonce que le « développement nucléaire » est accompli — justifiant sa « nouvelle ligne stratégique » à l'approche du Sommet inter-coréen d'avril 2018 et du sommet avec le président des États-Unis, Donald Trump,. Il ajoute qu'« à partir du 21 avril, la Corée du Nord va cesser ses essais nucléaires et les lancements de missiles balistiques intercontinentaux ». Dans le même temps, le 21 avril 2018, Kim Jong-un, annonce que le second objectif, « le développement de l’économie socialiste », demande maintenant à être « approfondi ».

## Préparation du sommet
Ce second sommet de 2018 a été établi sur l'initiative de Kim Jong-un avec un préavis de 24 heures, Moon Jae-in a accepté conformément à l'enjeu pressant de la question nucléaire entre la Corée du Nord et la Corée du Sud.

## Déroulé du sommet

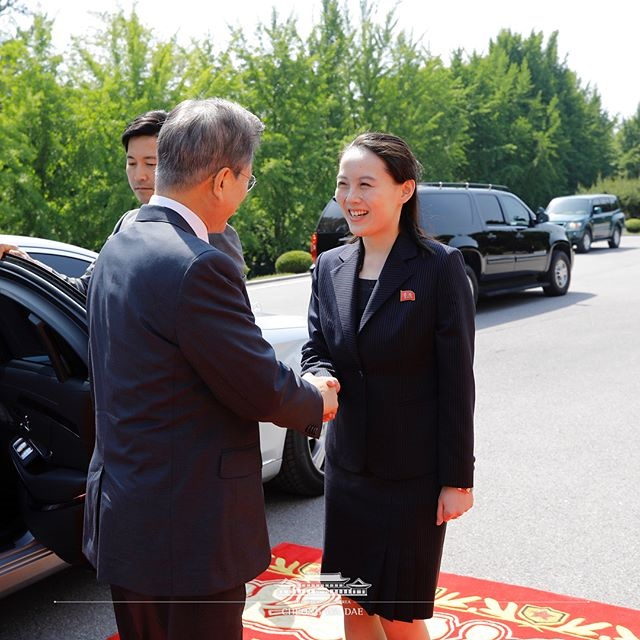
Moon Jae-in arrivant du côté nord du village de Panmunjom et serrant la main de la sœur de Kim, Kim Yo-jong

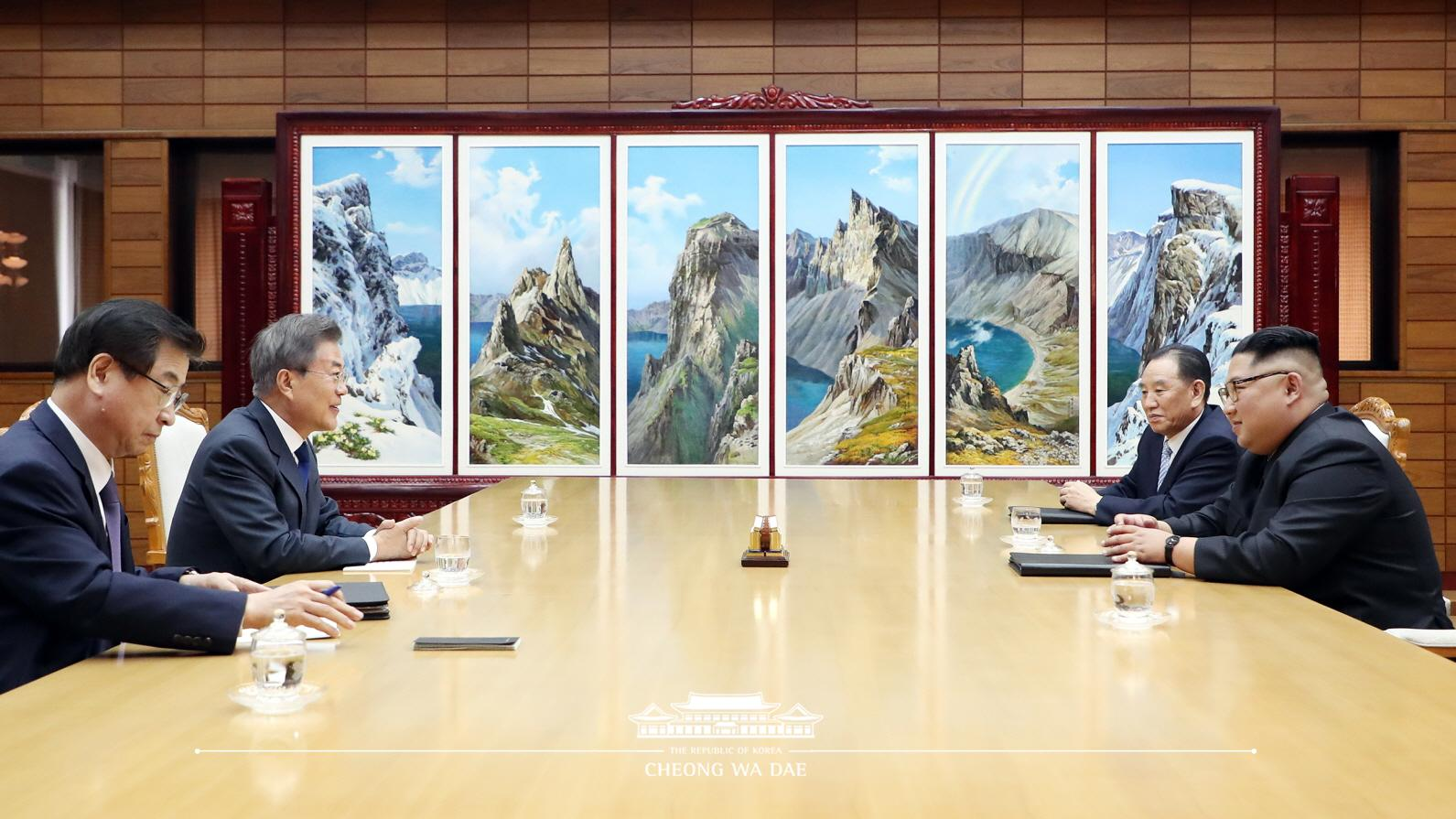
Moon Jae-in accompagné du chef du renseignement sud-coréen Suh Hoon ainsi que Kim Jong-Un et Kim Yong-chol et durant le second sommet intercoréen de 2018 cette fois-ci en Corée du Nord.

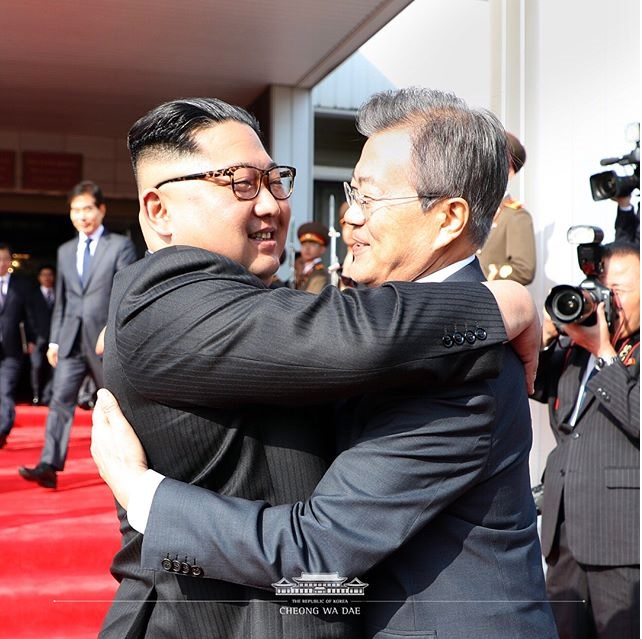
Kim Jong Un, à gauche, et Moon Jae-in s'embrassent après la fin du deuxième sommet inter-coréen de 2018 dans la Zone coréenne démilitarisée.

Les deux dirigeants ont échangé leurs opinions sur les problèmes et les solutions pour le sommet de Kim et Trump alors que Trump avait brusquement annulé le prochain sommet américano-nord-coréen du 12 juin 2018.
Moon Jae-in et Kim Jong-un ont échangé clairement sur leurs points de désaccord pour mettre en œuvre la déclaration de Panmunjom et pour la préparation à l'organisation du sommet de Singapour,.
Moon Jae-in et Kim Jong-un sont convenus d'organiser des discussions inter-coréennes de haut niveau le 1er juin, suivies de pourparlers entre les autorités militaires des deux pays afin d'atténuer les tensions militaires, d'autre part les deux chefs d’État sont convenus de discussions avec la Croix-Rouge à propos des réunions des familles séparées.
Les deux dirigeants sont également convenus d'accélérer la mise en œuvre de la Déclaration de Panmunjom et de se rencontrer à nouveau « à tout moment et en tout lieu » sans formalité,.

## Suites du sommet
Durant de la réunion du 1er juin, les responsables des deux pays sont convenus d'aller de l'avant dans les pourparlers militaires et avec la Croix-Rouge. Les deux Corées ont également accepté de rouvrir un ancien bureau de liaison situé dans la zone industrielle de Kaesong, exploité conjointement par les deux pays jusqu'à ce que la Corée du Sud le ferme en février 2016 après un essai nucléaire nord-coréen. Les premiers pourparlers entre la Croix-Rouge et l'armée nord-coréenne ont ensuite eu lieu aux monts Kumgang, en Corée du Nord, le 22 juin 2018 et lors des pourparlers, ont débouché sur un accord pour la reprise des réunions familiales (annulées en 2015) entre le 20 et le 26 août 2018.

### Sommet de septembre 2018
Le 13 août, il a été annoncé qu'un troisième sommet inter-coréen aurait lieu en septembre en 2018 dans la capitale nord-coréenne de Pyongyang . La réunion a été prévue pour permettre de capitaliser sur les accomplissements des deux précédents sommets.